# Anton Lubbers
Anton Gerard Lubbers (Amsterdam, 11 juni 1918 – 26 oktober 1993) was een Nederlands hoogleraar aan de Faculteit der Rechtsgeleerdheid van de Universiteit van Amsterdam.

## Loopbaan
Hij was zoon van notaris Antoon Gerard Lubbers en Catharina Johanna Maria van der Brugge. Hijzelf trouwde in 1945 met Hella Florenze de Bruijn.
Lubbers bracht zijn middelbareschooltijd door op het Vossius Gymnasium te Amsterdam.
In 1936 begon Lubbers aan zijn studie rechten op de Universiteit van Amsterdam. Deze studie rondde hij af in 1941. In 1942 legde Lubbers het doctoraalexamen privaatrecht af aan de Vrije Universiteit Amsterdam, gevolgd door het notariële staatsexamen aan de Universiteit van Amsterdam in 1943. Tijdens de bezetting waarschuwde Lubbers andere notarissen er voor, geen medewerking te verlenen aan het verlijden van aktes waarmee onroerend goed dat door de Nazi's van burgers met het Joodse geloof was geconfisceerd, via een stroman werd overgedragen aan kopers.
Lubbers promoveerde in 1955 bij Izaak Kisch op het proefschrift Mondeling en schriftelijk bewijs naar Engels en Nederlands burgerlijk recht. Van 1974 tot 1983 was Lubbers hoogleraar aan de Universiteit van Amsterdam. Tot 1979 was hij buitengewoon hoogleraar privaatrecht en vanaf 1979 tot zijn emeritaat in 1983 was hij gewoon hoogleraar privaatrecht.
Tijdens zijn loopbaan aan de academie vervulde Lubbers diverse nevenfuncties. Zo was hij onder meer redacteur van het WPNR en was hij in het collegejaar 1979-1980 decaan van de rechtenfaculteit van de Universiteit van Amsterdam. Ook was hij in 1989-1990 voorzitter van de Nederlandse Juristen-Vereniging.
- Gemeinsame Normdatei: 113649958X
- International Standard Name Identifier: 0000 0000 2336 1379
- Library of Congress Control Number: n83201339
- Nederlandse Thesaurus van Auteursnamen: 068605846
- Virtual International Authority File: 55532748